# Gleidingen
Gleidingen is een plaats in de Duitse gemeente Laatzen, deelstaat Nedersaksen, en telt 4338 inwoners (2005-10).